# Chlorochaeta punctaria
Chlorochaeta punctaria là một loài bướm đêm trong họ Geometridae.